# Крекінг-установки в Сан-Лоренсо
Крекінг-установки в Сан-Лоренсо — складові частини нафтохімічного майданчика в аргентинській провінції Санта-Фе.
З 1964 року в Сан-Лоренсо працювала піролізна установка компанії Duperial (дочірня структура британської Imperial Chemical Industries, ICI) річною потужністю 15 тисяч тонн етилену, який був потрібен для полімеризації у поліетилен. Як сировину вона використовувала газовий бензин, доправлений по продуктопроводу Монтекрісто — Сан-Лоренсо.
Лише на рік пізніше за Duperial, у 1965-му, тут же ввела в експлуатацію свою установку потужністю 24 тисячі тонн етилену компанія PASA Petroquimica, яка надалі використовувала зазначений олефін для продукування стирену. У цьому випадку як сировину для парового крекінгу на додачу до газового бензину використовували пропан (25 %).
Наприкінці 1980-х розпочали проект збільшення виробництва стирену, для чого Duperial наростила потужність до 21 тисячі тонн, тоді як установка PASA досягла показника в 31 тисячу тонн. Це дало змогу забезпечити виробництво 180 тисяч тонн етилбензену (продукт реакції етилену та бензену), з якого в подальшому отримували 160 тисяч тонн стирену. У 2002-му бразильська компанія Petrobras викупила майданчик PASA Petroquimica (відомий як Інтегрований нафтохімічний комплекс Пуерто-Хенераль-Сан-Мартін), а наступного року придбала й установку ICI, зосередивши таким чином ці пов'язані між собою об'єкти в одних руках.
Через кілька років місцева компанія Pampa Energia викупила комплекс у Petrobras. А в січні 2019-го вона ухвалила рішення про закриття менш потужної установки через нерентабельність.